# The Amazing Race
The Amazing Race (wörtlich Das erstaunliche Rennen) ist eine vielfach Emmy-preisgekrönte US-amerikanische Reality-Fernsehserie. In der Spielshow stehen sich Zweierteams (in der 8. Staffel Viererteams) in einem Wettbewerb gegenüber, in welchem sie etappenweise vorgegebene Orte aufsuchen und dabei bestimmte Aufgaben lösen oder Hindernisse überwinden müssen. Das Rennen führt mittels Hinweisen, die an den vorgegebenen Stationen hinterlegt sind, jeweils bildlich um die Erdkugel und wird von mehreren Kamerateams begleitet, während die Teilnehmer-Paare das Preisgeld von einer Million US-Dollar zu gewinnen und das vorzeitige Ausscheiden zu verhindern versuchen.

## Übersicht
Das Konzept der Sendung stammt aus der Feder von Elise Doganieri und Bertram van Munster, welche die Sendung erfolgreich dem US-Fernsehnetwork CBS unterbreiteten, wo sie im September 2001 erstmals ausgestrahlt wurde. Produziert wird die Sendung von Earthview Productions – dem gemeinsamen Unternehmen von Doganieri und van Munster – und Jerry Bruckheimer Television, sowie Amazing Race Productions – einem Tochterunternehmen der CBS Corporation – und ABC Studios, die sich die weltweiten Vertriebsrechte teilen. Seit 2006 wird The Amazing Race mit unterschiedlichem Erfolg auch in lokalisierten Varianten produziert.
Die ursprüngliche US-Version wurde mehrfach mit Preisen ausgezeichnet, darunter zwölf Emmys (bis 2010), wovon sieben aufeinanderfolgend von 2003 bis 2009 in der dazumal neu geschaffenen Kategorie Beste Reality-TV-Wettbewerbssendung (im Original Outstanding Reality-Competition Program) vergeben wurden. The Amazing Race gehört in den Vereinigten Staaten, nach The Real World (MTV) und Survivor (CBS) zu den am längsten laufenden Reality-Formaten.

## Konzept
The Amazing Race beginnt in aller Regel mit elf Zweierteams, die im Laufe des mehrtägigen „Rennens“ um die Welt auf drei Teams reduziert werden, die in der letzten Etappe um den Sieg und damit das Preisgeld von einer Million Dollar kämpfen. Das wesentliche Element im Konzept ist eine weltweit angelegte Schnitzeljagd, kombiniert mit Elementen aus dem Orientierungslauf, namentlich den Kontrollpunkten. Ergänzt wird das Rennen durch verschiedene Hindernisse und Aufgaben an einzelnen Kontrollpunkten. Dabei kann es sich um Rätsel, Geschicklichkeitsspiele, Fleißaufgaben, traditionelle Rituale, Mutproben oder körperliche Aktivitäten handeln. Diese Aufgaben stehen meistens in Zusammenhang mit der lokalen Kultur des Landes in dem sich die Teams gerade befinden.
Eine wesentliche Rolle für das Endprodukt als Fernsehsendung spielen die Teilnehmer. So gehört ebenfalls zum Konzept der Sendung, dass die teilnehmenden Zweierteams sich vorgängig schon kennen müssen. Ausgewählt werden für jede Auflage des Rennens möglichst unterschiedliche Teams, die sich im Laufe des Rennens zwangsläufig immer wieder begegnen werden und interagieren müssen. Verstärkt wird der Einfluss dieses menschlichen Faktors zudem durch Kontrollpunkte, an denen eine Zusammenarbeit erforderlich ist, ein direkter Wettbewerb ansteht oder Teams mit Zusatzaufgaben abgestraft werden können.

## Staffelübersicht
| Staffel                  | Start des Rennens | Zieleinlauf        | Ausstrahlungsbeginn | Staffelfinale      | Gewinner                          | Beziehung                                             | Teams                      |
| ------------------------ | ----------------- | ------------------ | ------------------- | ------------------ | --------------------------------- | ----------------------------------------------------- | -------------------------- |
| 1                        | 8. März 2001      | 8. April 2001      | 5. September 2001   | 13. Dezember 2001  | Rob Frisbee & Brennan Swain       | Beste Freunde                                         | 11 Zweier-Teams            |
| 2                        | 7. Januar 2002    | 3. Februar 2002    | 11. März 2002       | 15. Mai 2002       | Chris Luca & Alex Boylan          | Freunde                                               | 11 Zweier-Teams            |
| 3                        | 9. August 2002    | 7. September 2002  | 2. Oktober 2002     | 18. Dezember 2002  | Flo Pesenti & Zach Behr           | Freunde                                               | 12 Zweier-Teams            |
| 4                        | 18. Januar 2003   | 14. Februar 2003   | 29. Mai 2003        | 21. August 2003    | Reichen Lehmkuhl & Chip Arndt     | Partner                                               | 12 Zweier-Teams            |
| 5                        | 30. Januar 2004   | 27. Februar 2004   | 6. Juli 2004        | 21. September 2004 | Chip & Kim McAllister             | Ehepaar                                               | 11 Zweier-Teams            |
| 6                        | 13. August 2004   | 12. September 2004 | 16. November 2004   | 8. Februar 2005    | Freddy Holliday & Kendra Bentley  | Verlobte                                              | 11 Zweier-Teams            |
| 7                        | 20. November 2004 | 19. Dezember 2004  | 1. März 2005        | 10. Mai 2005       | Uchenna & Joyce Agu               | Ehepaar                                               | 11 Zweier-Teams            |
| 8 (Family Edition)       | 7. Juli 2005      | 31. Juli 2005      | 27. September 2005  | 13. Dezember 2005  | Nick, Alex, Megan & Tommy Linz    | Geschwister                                           | 10 Familien (inkl. Kinder) |
| 9                        | 7. November 2005  | 3. Dezember 2005   | 28. Februar 2006    | 17. Mai 2006       | B.J. Averell & Tyler MacNiven     | Beste Freunde                                         | 11 Zweier-Teams            |
| 10                       | 27. Mai 2006      | 24. Juni 2006      | 17. September 2006  | 10. Dezember 2006  | Tyler Denk & James Branaman       | Freunde                                               | 12 Zweier-Teams            |
| 11 (All-Stars)           | 20. November 2006 | 17. Dezember 2006  | 18. Februar 2007    | 6. Mai 2007        | Eric Sanchez & Danielle Turner    | Paar                                                  | 11 Zweier-Teams            |
| 12                       | 8. Juli 2007      | 29. Juli 2007      | 4. November 2007    | 20. Jänner 2008    | TK Erwin & Rachel Rosales         | Paar                                                  | 11 Zweier-Teams            |
| 13                       | 22. April 2008    | 14. Mai 2008       | 28. September 2008  | 7. Dezember 2008   | Nick & Starr Spangler             | Geschwister                                           | 11 Zweier-Teams            |
| 14                       | 31. Oktober 2008  | 21. November 2008  | 15. Februar 2009    | 10. Mai 2009       | Tammy & Victor Jih                | Geschwister                                           | 11 Zweier-Teams            |
| 15                       | 18. Juli 2009     | 7. August 2009     | 27. September 2009  | 6. Dezember 2009   | Meghan Rickey & Cheyne Whitney    | Paar                                                  | 12 Zweier-Teams            |
| 16                       | 28. November 2009 | 20. Dezember 2009  | 14. Februar 2010    | 9. Mai 2010        | Dan & Jordan Pious                | Brüder                                                | 11 Zweier-Teams            |
| 17                       | 26. Mai 2010      | 15. Juni 2010      | 26. September 2010  | 12. Dezember 2010  | Nat Strand & Kat Chang            | Freundinnen/Ärztinnen (1. rein weibliches Siegerteam) | 11 Zweier-Teams            |
| 18 (Unfinished Business) | 20. November 2010 | 12. Dezember 2010  | 20. Februar 2011    | 8. Mai 2011        | Kisha & Jen Hoffman               | Schwestern                                            | 11 Zweier-Teams            |
| 19                       | 18. Juni 2011     | 10. Juli 2011      | 25. September 2011  | 11. Dezember 2011  | Ernie Halvorsen & Cindy Chiang    | Verlobte                                              | 11 Zweier-Teams            |
| 20                       | 26. November 2011 | 19. Dezember 2011  | 19. Februar 2012    | 6. Mai 2012        | Dave & Rachel Brown               | Ehepaar                                               | 11 Zweier-Teams            |
| 21                       | 26. Mai 2012      | 16. Juni 2012      | 30. September 2012  | 9. Dezember 2012   | Josh Kilmer-Purcell & Brent Ridge | Paar                                                  | 11 Zweier-Teams            |
| 22                       | 13. November 2012 | 7. Dezember 2012   | 17. Februar 2013    | 5. Mai 2013        | Bates & Anthony Battaglia         | Geschwister                                           | 11 Zweier-Teams            |
| 23                       | 9. Juni 2013      | 2. Juli 2013       | 29. September 2013  | 8. Dezember 2013   | Jason Case & Amy Diaz             | Paar                                                  | 11 Zweier-Teams            |
| 24 (All-Stars)           | 16. November 2013 | 6. Dezember 2013   | 23. Februar 2014    | 18. Mai 2014       | Dave O’Leary & Connor O’Leary     | Vater/Sohn                                            | 11 Zweier-Teams            |
| 25                       | 31. Mai 2014      | 22. Juni 2014      | 26. September 2014  | 19. Dezember 2014  | Amy & Maya                        | Kolleginnen/Freundinnen                               | 11 Zweier-Teams            |
| 26                       | 12. November 2014 | 6. Dezember 2014   | 25. Februar 2015    | 15. Mai 2015       | Laura Pierson & Tyler Adams       | Datingpaare                                           | 11 Zweier-Teams            |
| 27                       | 22. Juni 2015     | 14. Juli 2015      | 25. September 2015  | 11. Dezember 2015  | Kelsey Gerckens & Joey Buttitta   | Datingpaare                                           | 11 Zweier-Teams            |
| 28                       | 15. November 2015 | 6. Dezember 2015   | 12. Februar 2016    | 13. Mai 2016       |                                   |                                                       | 11 Zweier-Teams            |

## Preise und Auszeichnungen
Die Serie hat seit 2003 zehn von dreizehn möglichen Emmys in der Kategorie Beste Reality-TV-Wettbewerbssendung (im Original Outstanding Reality-Competition Program) gewonnen. Nur in den Jahren 2010, 2013 und 2015 gewannen einmal Top Chef bzw. zweimal The Voice diesen Preis.